# Jan Otakar Riegl
Jan Otakar Riegl, též Johann Ottokar Riegl, byl rakouský pedagog, propagátor těsnopisu a politik z Čech, během revolučního roku 1848 poslanec Říšského sněmu.

## Biografie
Roku 1849 se uvádí jako Johann Ottakar Riegl, c. k. profesor v Praze. Zabýval se propagací těsnopisu. V roce 1844, kdy působil jako úředník při c. k. stavebním ředitelství ve Štýrském Hradci, pořádal kurzy těsnopisu. V roce 1850, tehdy jako profesor v Praze, vydal knihu o českém systému těsnopisu. Roku 1859 se zmiňuje coby úředník c. k. továrny na tabák a učitel těsnopisu na c. k. gymnáziu v Linci. Na této škole otevřel kurzy stenografie poprvé ve školním roce 1856/1857. V roce 1863 vyučoval těsnopisu na gymnáziu ve městě Kremže a byl tehdy vyslán jako provizorní pedagog i na nově vzniklou zemskou vyšší reálnou školu.
Během revolučního roku 1848 se zapojil do veřejného dění. Byl stenografem Svatováclavského výboru. Ve volbách roku 1848 byl zvolen na ústavodárný Říšský sněm. Zastupoval volební obvod Potštejn. Tehdy se uváděl coby profesor. Řadil se k sněmovní pravici.